# Corrupción en el Palacio de Justicia
Corrupción en el Palacio de Justicia (Corruzione al Palazzo di giustizia) es una obra de teatro en tres actos del dramaturgo italiano Ugo Betti, escrita en 1944 y estrenada en el Teatro delle Arti de Roma el 7 de enero de 1949.

## Argumento
El empresario Ludvi-Pol, conocido por sus turbios negocios, aparece asesinado en el Palacio de Justicia de la ciudad. Las sospechas recaen sobre algunos de los propios jueces que forman la Corte. Especialmente Vanan, el Presidente. Paralelamente, sus compañeros de toga el anciano Croz y el joven y ambicioso Cust maniobran para alcanzar la sucesión de Vanan en la Presidencia. Este revelando los secretos de Vanan empuja a su hija Elena al suicidio. También Croz fallece víctima de la enfermedad. Finalmente, Cust se alza con su trofeo: La Presidencia de la Corte, si bien viene revelado que es el culpable que todos buscaban.

## La obra en España
La obra se estrenó en España el 4 de marzo de 1953 en el Teatro Español de Madrid, dirigida por José Luis Alonso, con interpretación de Carlos Lemos, Ernesto Vilches, Alberto Bové, Valeriano Andrés y Catalina Martínez Sierra.
El 8 de abril de 1965 se emitió una versión para televisión en el espacio Primera fila, de TVE, interpretada por Fernando Delgado, Manuel Dicenta, Jesús Puente, Tina Sáinz, José María Escuer, Mary González y Valentín Tornos.

## Versión cinematoigráfica
En 1975 el director italiano Marcello Aliprandi adaptó la obra al cine en una película protagonizada por Franco Nero y Fernando Rey.